# Interès variable
L'interès variable és l'interès fixat en relació amb un tipus de referència (interbancari, IPC, inflació, etc.), per la qual cosa fluctua al mateix temps que ho fan les variacions d'aquest tipus.